# 王大作
王大作，字邃于，山西曲沃縣人，清朝政治人物。
順治十六年（1659年）己亥科進士，官至行人司行人。有《穆园集》。